# Рекитах
Рекитах (Рецитах; ср.-греч. Ρεκιταχ, лат. Recitach; убит в 483 или 484, Константинополь) — правитель фракийских остготов с 481 года из династии Амалов.

## Биография
Основной раннесредневековый исторический источник о Рекитахе — «История» Иоанна Антиохийского. Возможно, часть сообщаемых этим автором сведений не достоверна, так как Иоанн Антиохийский использовал для своей «Истории» современные событиям источники, авторы которых были недоброжелательно настроены по отношению к византийскому императору Зинону.
Рекитах — единственный известный сын правителя фракийских остготов Теодориха Страбона. По свидетельству Иордана, отец Рекитаха не принадлежал к правившей большей частью остготов династии Амалов. Однако, скорее всего, эти сведения не соответствуют действительности. Матерью Рекитаха была Сигильда: возможно, дочь Вандалара и сестра Теодемира, Валамира и Видимира I, правивших жившими в Паннонии остготами. Не называя их имён, Иоанн Антиохийский упоминал также двух дядей Рекитаха. Скорее всего, те были братьями Теодориха Страбона.
По утверждению Иордана, хотя Теодорих Страбон и не принадлежал к Амалам, с согласия византийских императоров он носил титул «король го́тов» (лат. rex Gothorum). Предполагается, что Рекитах идентичен тому неизвестному по имени сыну Теодориха Страбона, который упоминается в «Византийской истории» Малха Филадельфийца. Этого сына правителя фракийских остготов император Зинон безуспешно требовал выдать ему заложником в качестве гаранта мира между Византией и Теодорихом Страбоном.
В 481 году Рекитах сопровождал отца в походе «в Грецию». Однако во время него в селении Стабулум Диомедис (возможно, тождественном Тириде) Теодорих Страбон погиб. По одним свидетельствам, это произошло в результате несчастного случая: опрометчиво воспользовавшись ещё необъезженной лошадь, Теодорих Страбон наткнулся на острие находившегося поблизости копья и от этой раны скончался. Однако Иоанн Антиохийский, кроме сообщения о несчастном случае, писал, что, «как говорили некоторые», убийцей Теодориха Страбона был сам Рекитах, так отомстивший отцу за своё избиение. Этот историк особо упомянул, что всеми похоронными церемониями занимался не Рекитах, а вдова Теодориха Страбона Сигильда.
После смерти Теодориха Страбона Рекитах был провозглашён его преемником. Владычество над фракийскими остготами он должен был разделить с двумя своими дядями, ставшими его опекунами. Предполагается, что братья Теодориха Страбона вообще хотели не допустить Рекитаха до власти, но не преуспели в этом. Однако уже вскоре Рекитах убил своих соправителей. Возможно, это произошло ещё до того, как он возвратился из Стабулум Диомедиса на родину. Достоверно неизвестно, отказался ли Рекитах от планов Теодориха Страбона разграбить Ахею и Фессалию. По одним данным, в память о своём отце он осуществил задуманное. Возможно, именно к этим событиям относится свидетельство Иоанна Антиохийского о том, что новый правитель фракийских остготов был в отношении византийцев настроен даже более враждебно, чем его отец Теодорих Страбон. По другим данным, Рекитах сразу же прекратил военные действия против Византии. Возможно после убийства Рекитахом дядей, возмущённая этим поступком значительная часть тридцатитысячного войска фракийских остготов покинула своего предводителя и перешла на службу к королю паннонских остготов Теодориху Великому. Тем самым тот почти вдвое увеличил число своих воинов. После этого Рекитах утратил возможность не только вести активные военные действия против Византии, но и соперничать с Теодорихом Великим за влияние на остготов.
Став единоличным вождём живших в Нижней Мёзии и Фракии остготов, Рекитах унаследовал не только властные полномочия Теодориха Страбона, но и вражду со своим «кровным родственником» (ср.-греч. ἀνεψιός) Теодорихом Великим. Тот приходился Рекитаху двоюродным братом или дядей (скорее всего, со стороны Сигильды). Не сложилось у Рекитаха и дружеских отношений с византийским императором Зиноном. Возможно, Рекитах даже намеревался поддержать начавшийся в 483 году мятеж Илла и Леонтия.
Несмотря на разногласия с Зиноном, Рекитаха с почётом принимали при императорском дворе. Это свидетельствует о том, что не позднее конца 483 года между правителями Византии и фракийских остготов уже был заключён мир. Возможно, это произошло тогда же, когда подобный союз был заключён между Зиноном и Теодорихом Великим. Неизвестно, были ли условия договоров предводителей двух частей остготов с византийцами аналогичными, или кто-то из них получил от императора больше преференций. Предполагается, что предпочтение, которое Зинон оказывал одному из остготских вождей, ещё больше обострило отношения между Рекитахом и Теодорихом Великим.
Во время одной из поездок в Константинополь Рекитах был убит. После посещения местных терм правитель фракийских остготов направился на пир в императорский дворец. Однако по дороге, в столичном пригороде Бонофатиана, он встретил Теодориха Великого, который напал на него и ударом меча в бок убил. В столицу Византии король паннонских остготов прибыл по случаю получения им должности консула. Он должен был им стать 1 января 484 года. Однако в исторических источниках не упоминается, убил ли Теодорих Великий Рекитаха, когда уже был консулом, или ещё до вступления в должность. Скорее всего, Рекитах погиб в самом начале 484 года, но его смерть также может датироваться и концом 483 года. Организацию убийства Рекитаха приписывали Зинону: по утверждению Иоанна Антиохийского, именно император подстрекал Теодориха Великого расправиться со своим родичем. Возможно, этим император надеялся избавить свои владения от военной угрозы со стороны фракийских остготов. Часть современных нам историков сомневается в причастности Зинона к убийству, указывая, что византийцам было не выгодно усиливать одного из остготских властителей за счёт другого. В то же время устранение Рекитаха, вождя значительной части остготов, было очень выгодно Теодориху Великому. Предполагается, что сам Теодорих Великий мог оправдывать свои действия кровной местью Рекитаху за убийство тем своих дядей, близких родственников правителя паннонских остготов. Насильственное устранение своих противников под предлогом кровной мести практиковалось Теодорихом Великим и позднее: так в 493 году он убил короля Италии Одоакра. Собственноручное убийство врагов также было одной из характерных черт поведения Теодориха Великого. Никакого наказания за убийство Рекитаха Теодорих Великий не понёс.
Предполагается, что после Рекитаха на власть над фракийскими остготами на основании близких родственных связей с погибшим могли претендовать Аспариды (потомки Ардавура Старшего и Аспара). Однако их притязания были безрезультатными. Намного большего успеха добился Теодорих Великий: вскоре после смерти Рекитаха он установил контроль над фракийскими остготами, тем самым объединив под своей властью бо́льшую часть своих ранее разделённых соплеменников. После этого число находившихся в его распоряжении воинов достигло, по крайней мере, двадцати тысяч человек. Это позволило Теодориху Великому не только успешно противостоять византийцам, но и в 489—493 годах завоевать Италию.

## Комментарии
1. ↑  По свидетельству Феофана Исповедника[46], женой Аспара была сестра или тётя Теодориха Страбона. В этом браке родился Германарих, который в 465 году был консулом, а в 484 году возглавлял направленные на подавление восстания Илла отряды ругов[47][48][49].